# N-Gage
N-Gage è un marchio di Nokia con il quale inizialmente (2003) si intendevano due diversi modelli di telefono cellulare con funzionalità orientate a console portatile per videogiocare. In seguito (dal 2005) il marchio N-Gage è passato a indicare una piattaforma per videogiochi installabile su diversi dispositivi Nokia predisposti.

## Storia

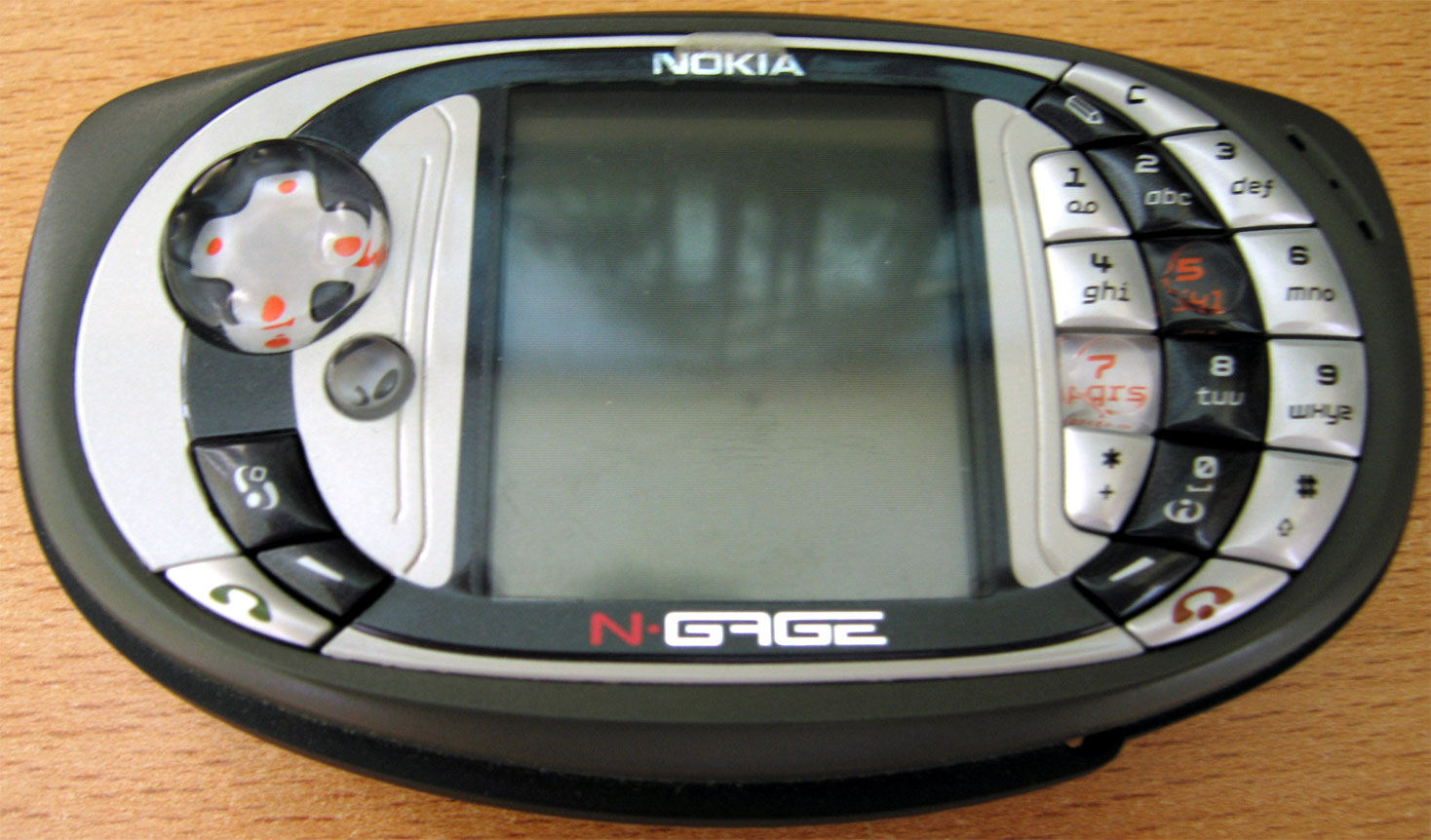
La seconda versione di N-Gage denominata QD

La prima versione (N-Gage Game Deck) è stata presentata nell'ottobre 2003 e successivamente è stata sostituita dal N-Gage QD.
Non ha riscosso molto successo a causa del prezzo alto (339 Euro, all'epoca della sua uscita, in Italia); la Nokia ha prodotto un nuovo modello, di dimensioni inferiori rispetto alla prima versione, più spoglio come dotazione e come tale meno costoso. La seconda versione di N-Gage comprende al suo interno un software per il gioco online e chat chiamato N-Gage Arena.
Nel tentativo di rilanciare il marchio N-Gage la Nokia ha aggiornato dal 2005 la piattaforma alla 2.0 prevedendo la compatibilità della stessa sui Nokia Nseries. Alcuni dei dispositivi compatibili erano il Nokia N73, Nokia N78, Nokia N79, Nokia N81, Nokia N82, Nokia N85, Nokia N93, Nokia N95, Nokia N95 8GB, Nokia N96 e Nokia N97. Nel 2011 il cambio di rotta di Nokia, che ha deciso di abbandonare progressivamente il sistema Symbian in favore di Microsoft Windows Phone, ha decretato la fine del progetto N-Gage.

## Caratteristiche
Consiste in un apparato con funzioni di radio, lettore MP3, telefono cellulare e console videogiochi. È dotato di sistema operativo Symbian 6.1.
Quando viene utilizzato come telefono cellulare N-Gage utilizza il sistema Side talking, ossia microfono e ricevitore sono posizionati sul suo lato sottile e per parlare il dispositivo si tiene perpendicolare alla testa.
Nella prima versione, per sostituire la cartuccia del gioco era necessario spegnere il dispositivo, aprirlo e rimuovere fisicamente la batteria per poter accedere allo slot della cartuccia, posto accanto a quello della SIM. Questo problema fu corretto nella versione N-Gage QD.

## Videogiochi
Per questo apparecchio sono stati prodotti videogiochi di fattura paragonabile a quelli per Game Boy Advance e Nintendo DS quali Smackdown, Tom Clancy's Splinter Cell: Chaos Theory e Ghost Recon: Jungle Storm.